# Список послов СССР и России в Коста-Рике
В статье представлен список послов СССР и России в Республике Коста-Рика.

## Хронология дипломатических отношений
- 8 мая 1944 г. — установление дипломатических отношений на уровне миссий. Фактически не реализованы.
- 1944—1945 гг. — дипломатические отношения со стороны СССР осуществлялись через посольство в Мексике.
- 27 декабря 1970 г. — оформлены установленные ранее дипломатические отношения на уровне посольств.
- 16 мая — август 1971 г. — обмен посольствами.

## Список послов
| Срок полномочий                   | Посол                             | Годы жизни | Вручение верительных грамот | Комментарии |
| --------------------------------- | --------------------------------- | ---------- | --------------------------- | --- |
| СССР                              |                                   |            |                             | |
| 8 июля 1944 — 25 января 1945      | Константин Александрович Уманский | 1902—1945  | —                           | Посланник по совместительству. Погиб в авиакатастрофе при перелёте на церемонию вручения верительных грамот президенту Коста-Рики |
| 15 июля 1971 — 19 апреля 1975     | Владимир Николаевич Казимиров     | 1929—2024  | 2 февраля 1972              | |
| 22 апреля 1975 — 23 апреля 1979   | Дмитрий Афанасьевич Зеленов       | 1918—1979  | 6 августа 1975              | |
| 20 августа 1979 — 2 сентября 1981 | Владимир Иванович Чернышёв        | 1929—1997  | 22 октября 1979             | |
| 3 декабря 1982 — 22 июля 1987     | Юрий Иванович Павлов              | 1931—      | 22 декабря 1982             | |
| 22 июля 1987 — 21 марта 1991      | Вадим Леонтьевич Розанов          | 1930—      |                             | |
| 21 марта 1991 — 25 декабря 1991   | Валерия Николаевна Калмык         | 1940—1997  |                             | |
| Российская Федерация              |                                   |            |                             | |
| 25 декабря 1991 — 24 июля 1996    | Валерия Николаевна Калмык         | 1940—1997  |                             | |
| 24 июля 1996 — 14 октября 1999    | Владимир Николаевич Казимиров     | 1929—2024  |                             | |
| 14 октября 1999 — 25 марта 2004   | Николай Михайлович Елизаров       | 1937—2020  |                             | |
| 25 марта 2004 — 5 ноября 2008     | Валерий Дмитриевич Николаенко     | 1941—      |                             | |
| 5 ноября 2008 — 6 февраля 2013    | Владимир Тихонович Кураев         | 1947—2017  |                             | |
| 6 февраля 2013 — 18 марта 2019    | Александр Константинович Догадин  | 1950—      |                             | |
| 18 марта 2019 — настоящее время   | Юрий Вартанович Беджанян          | 1954—      | 20 сентября 2019            | |